# Meranoplus dichrous
Meranoplus dichrous är en myrart som beskrevs av Auguste-Henri Forel 1907. Meranoplus dichrous ingår i släktet Meranoplus och familjen myror. Inga underarter finns listade i Catalogue of Life.